# Gregory Bateson
Gregory Bateson (ur. 9 maja 1904, zm. 4 lipca 1980) – brytyjski antropolog kulturowy.

## Życiorys
W latach 1922–1926 studiował zoologię i antropologię w St John’s College na Uniwersytecie Cambridge. Interesował się naukami społecznymi, neuropsychiatrią i cybernetyką. Teoretyk orientacji systemowej w psychoterapii, twórca koncepcji podwójnego wiązania jako czynnika schizofrenogennego.
Był zwolennikiem przeniesienia struktury genetyki na grunt neurologii. Sformułował cybernetyczną teorię umysłu i cybernetyczną teorię prawidłowego uczenia się.
Zarówno jego żona, Margaret Mead, jak i ich córka, Mary Catherine Bateson, także były antropolożkami.

## Prace
- Naven: A Survey of the Problems suggested by a Composite Picture of the Culture of a New Guinea Tribe drawn from Three Points of View. 1936. Stanford University Press. ISBN 0-8047-0520-8.
- Steps to an Ecology of Mind (1973)
- Umysł i przyroda: jedność konieczna (ang. Mind and Nature, 1980, wyd. polskie 1996).
- [wraz z: Jackson, D. D., Jay Haley & Weakland, J.] Toward a Theory of Schizophrenia, Behavioral Science, vol.1, 1956, 251-264.